# Lenny and the Kids
Pour plus de détails, voir Fiche technique et Distribution.
Lenny and the Kids (Go Get Some Rosemary / Daddy Longlegs) est un film américain réalisé par Joshua Safdie et Benny Safdie, sorti en 2010. La version américaine a été renommée Daddy Longlegs.

## Synopsis
À New York, Lenny, un père fantasque et imprévisible, récupère pour une quinzaine de jours ses deux garçons, Sage et Frey, âgés de 7 et 9 ans. Il est projectionniste et a une relation avec une jeune femme qui passe le voir de temps en temps. Élevés dans un climat de permissivité et de loufoquerie quotidiennes, les deux enfants sont très inventifs en matière de blagues et de bêtises en tous genre. À l'image des diverses péripéties et des différents personnages qui interviennent, le film est constitué de séquences décousues et imprévisibles filmées en caméra à l'épaule.

## Fiche technique
- Titre : Lenny and the Kids
- Titre original : Go Get Some Rosemary / Daddy Longlegs
- Réalisation : Joshua Safdie et Benny Safdie
- Scénario : Joshua Safdie et Benny Safdie
- Pays d'origine :  États-Unis,  France
- Format : couleur - 1,85:1 - Dolby Digital - 35 mm
- Genre : comédie dramatique
- Durée : 90 minutes
- Date de sortie : 28 avril 2010

## Distribution
- Ronald Bronstein : Lenny
- Eleonore Hendricks : Leni
- Sage Ranaldo : Sage
- Frey Ranaldo : Frey
- Leah Singer
- Abel Ferrara
- Lee Ranaldo (caméo)
- Josh Safdie : Chris

## Production

### Distribution des rôles
Sage et Frey Ranaldo sont les enfants du guitariste de Sonic Youth, Lee Ranaldo, qui fait une apparition caméo dans le film, et de Leah Singer, qui joue le rôle de l'ex-femme de Lenny dans le film.

## Sortie et accueil

### Sortie
Intitulé Go Get Some Rosemary lors de sa projection à la Quinzaine des réalisateurs, le film est rebaptisé Daddy Longlegs lors de sa sortie aux États-Unis. En France, c'est le titre Lenny and the Kids qui est choisi.

### Distinctions
Le film a été présenté à la Quinzaine des réalisateurs en 2009.
- 2011 : John Cassavetes Award aux Independent Spirit Awards[3].